# Sam Hanks

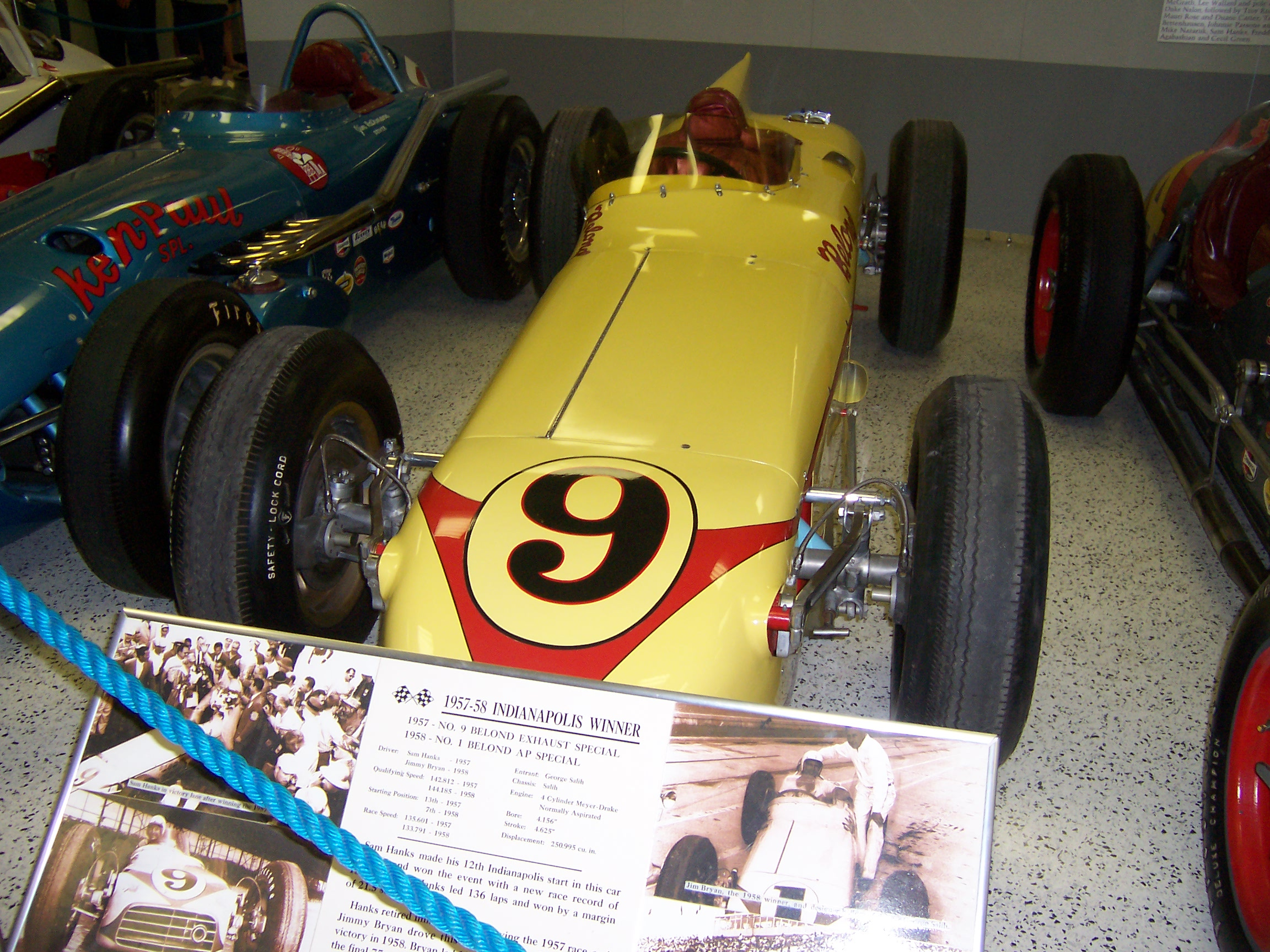
De auto waarin Hanks in 1957 de Indy500 won

Sam Hanks (Columbus (Ohio), 13 juli 1914 – Pacific Palisades (Californië), 27 juni 1994) was een Amerikaans Formule 1-coureur. Hij reed 8 Formule 1-races; de Indianapolis 500 van 1950 tot en met 1957. Hij won de Indianapolis 500 in 1957.